# アイドルアカデミー
『アイドルアカデミー』（Idol Academy）は、静岡エフエム放送（FM静岡、後のK-mix）で、1988年から1993年に放送されていたラジオ番組（アイドル情報番組）である。

## 概要
静岡エフエム放送の久保田克敏ディレクター （当時。通称：D久保っち）がおニャン子クラブの懐古特番を企画したのをきっかけに、地方FM放送局では珍しいアイドル情報番組としてスタート。
1988年4月、平日深夜25:00 - 27:00の自社制作枠「Hits On Paradise」がスタートし、その月曜枠となった。
当初のDJは入社したてのアナウンサー・鈴木秀明が務めた。
加藤貴子が、アイドルグループ・Lip's（リップス）の在籍時代にレギュラー出演した番組である。
関西のローカルテレビ局・サンテレビにも同名のテレビ番組があった（プレアイドルの出演番組）。

## 沿革
- 1988年4月：新設された自社制作枠「Hits On Paradise」の月曜枠として開始。
- 1989年春：改編[5]より、日曜深夜に移動、以後終了まで日曜深夜の1時間半放送。DJは杉山由紀子[6]（当時・アナウンサー。現・杉山ゆきこ[7]）との2人体制になる。
- 1990年秋：Lip'sの一員としてデビューした地元清水市（現：静岡市清水区）出身の加藤貴子がレギュラー入り。彼女の担当コーナーとして「大江戸捜査網[8]」がスタート。
- 1991年春：DJが変更。アナウンサーが降板し、番組生みの親・久保田と「大江戸捜査網」コーナーから抜擢された加藤がDJになる。
- 1992年春：改編を機に女性出演者はLip'sメンバーによるローテーション制。1週目・加藤、2週目・吉村夏枝、3週目・山本京子、4週目・Lip'sフルメンバー、5週目は江崎まりとLip'sメンバーのひとりになる。
- 1993年3月：改編に伴い番組終了。

1993年3月は、スペシャルで毎週2時間の放送。その内1週は、唯一久保田がワンマンDJを務めた。

## 特徴
- 地方FM局では珍しいアイドル情報番組ながら、初期はアイドル歌手を実際に招いて「アイドルアカデミー・課外授業」と題したイベントを複数回行っていた。
会場としては、浜名湖パルパルや静岡県内各地のデパートなどでイベントが実施された。ゲストはブレイクしたてのWinkなど当時活躍していた女性アイドルが招かれていた。内容はその都度変わっており、例えば『西野妙子&早坂好恵酸欠ライブ』などがある。
- ノベルティグッズとして、リスナーの名前やペンネーム、住所と、番組のロゴマークの入った「名刺」[9]をプレゼントしていた。
- 「Hits On Paradise」時代時代の番組構成は、「1曲目当てクイズ」、「新！秀ちゃんと遊ぼうコーナー」（シングルB面の曲を聴いてA面のタイトルを当てるクイズ）、「ゲスト」「後半週代わりスペシャル」。
- 「Hits On Paradise」時代時代のオープニングテーマ曲は、Saturday Night Live Bandの「Theme'81」[10]。
- この番組でかける曲は原則フルコーラスであった。
- 1990年前後の「アイドル冬の時代」には、全国的にも数少ないアイドル情報番組となり、静岡県以外の周辺都県でも聴取するリスナーがいたようである。番組内で紹介されていた葉書に静岡県以外の周辺都県（愛知県、山梨県、神奈川県、東京都）在住者が複数いたことからも窺える。
- 特に情報の強かったアイドルは、Lip's、Qlair（クレア）、ribbon、江崎まり。
- Qlairも江崎に次ぐ準レギュラー的ポジションで、Qlairだけの特番も放送したことがある。
- 「ベスト オブ シリーズ」と銘打って、一人のアイドル（または、一つのアイドルグループ）の曲を集めて鑑賞する企画があった（乙女塾やQlairなど）。久保田の好みで、田山真美子の回もあった。
- デビュー間もない新人女性アイドルを紹介する「あんた、誰？」というコーナーも適宜放送されていた。
- 一般の葉書ネタで多く紹介されていた（番組内でも「好評なコーナー」と紹介されていた）のは「芳賀ゆい」のコーナー。これは、伊集院光のオールナイトニッポンから輩出した覆面歌手「芳賀ゆい」に因み、静岡県の各地区でペンネームで特徴を書き、「誰か」を当てるコーナー。当たった場合は、XXXXさんと匿名で呼ばれた。
- 次に好評だったと言われているのは、山本の週にあった「どろぼう歌謡曲」。これは、諸々のラジオ番組であったよく似た歌謡曲を投稿するコーナーであった。
- 1991年以降は、Lip'sに関する内容が多くなり、Lip'sのイベントなどに関する情報も他に先駆けてこの番組で紹介されるケースが多かったようである。

## エピソード
- 加藤は、Lip'sメンバーの吉村や山本と歳が離れており、番組内では「長老ネタ」が語られたことがあった。
- 土曜深夜27時から同局で放送されていた番組「Midnight  Happening  Show」（静岡県内の大学生・専門学校生がパーソナリティを務める）に、本番組の常連リスナー（静岡大学の学生）が月に1回程出演しており、本番組ではかからないようなマニアックな選曲があった。久保田もこの番組に何度か出演している。
- ある週には、久保田が収録テープ（生放送という体裁で放送していたが、実際は収録だった）を誤って消去してしまい、番組冒頭で久保田が謝罪した。